# 宵々山コンサート
宵々山コンサート（よいよいやまコンサート）は、京都の祇園祭の開催期間に合わせ京都市の「円山公園音楽堂」で1973年から2011年の間に30回（途中、中断）開催された有料の屋外音楽イベント。

## 歴史

### 開催までの経緯
「高石ともや & ザ・ナターシャー・セブン」のマネージャー・プロデューサーの榊原詩朗、高石ともや、永六輔の3人が、京都の祇園祭の前日を「宵山（よいやま）」と言うことに因み、さらにその前日の7月15日を「宵々山（よいよいやま）」と呼ぶことを提案し、コンサートを企画した。場所は京都の円山公園音楽堂。
1973年7月15日、第1回宵々山コンサートが開催。渥美清など毎回、多彩なゲストが顔を見せ、若い世代を中心に多くの人を集めた。関西周辺では、1969年8月から岐阜県の椛の湖で全日本フォークジャンボリー、1971年5月から大阪で春一番が開催されていたが、出演者が一部共通するものの、必ずしも、人脈的なつながりは特にない。

### 中断
コンサートは当初の7月15日にこだわらず、土日などに日程を移しながら、毎年開催され、京都の梅雨明けを告げる若者のまつりとして定着したが、1982年2月、裏方の中心である榊原詩朗がホテルニュージャパン火災で亡くなり、中心的な出演者であるザ・ナターシャー・セブンも解散をしてしまうと、1985年の13回で一端は幕を閉じた。

### 関連イベント「コンサート 夏の時代」
1982年から1985年まで宵々山コンサートの関連イベントとして、京都市の円山公園音楽堂、日比谷公会堂などで、北山修企画・構成によって、「コンサート 夏の時代」が開催された。本体イベントである宵々山コンサートが1985年で一端中断したことにより、継続されず、1985年に東京、2000年に大阪で開催されたのみで、今後も開催される予定はない。

### 復活と終焉
1994年に永六輔らによって、復活。1998年の18回コンサートで、15年ぶりにザ・ナターシャー・セブンが復帰した。2009年、世話方会をまとめていたスタッフ（三宅誠孝）が死去し、継続が困難になり、同年の29回宵々山コンサートで一旦「中締め」としたが、関係者やファンの中から復活を望む声が多く、世話方会が永六輔・高石ともやとともに最後の宵々山コンサートの開催を決定し、2011年7月2日から7月10日の日程で「第30回宵々山コンサート」を開催する事になった。30回の最終日には、人間国宝で落語家の桂米朝が登場する等、多くのサプライズがあった。

## 主な出演者
レギュラーに近い出演者
高石ともやとザ・ナターシャー・セブン（高石ともや、城田じゅんじ、金海たかひろ、坂庭しょうご、木田たかすけ）、杉田二郎、自切俳人とヒューマン・ズー、諸口あきら、永六輔らがおり、他に毎回、多彩なゲストが登場した。
1973年から中断する1985年まで
渥美清、小坂一也、小沢昭一、倍賞千恵子、桂米朝、石川鷹彦、木ノ実ナナ、山谷初男、黒柳徹子、高橋竹山、ミヤコ蝶々、赤塚不二夫、宮城まり子、淀川長治、谷啓、安田伸、坂本九、竹腰美代子、ザ・キングトーンズ、君原健二、おすぎとピーコ、松山千春、タモリ、岩崎宏美、岸田今日子、中村八大、金井克子、南こうせつ、笑福亭鶴瓶、由紀さおり、林英哲、嘉門達夫、桂三枝（現・六代目桂文枝）ら。
1994年から2000年まで
岡本文弥、喜納昌吉、なぎら健壱、三波春夫、宇崎竜童、灰谷健次郎、大槻ケンヂ、高田渡、中川イサト、桑名正博、トワエモア、巻上公一、波乃久里子、海援隊（武田鉄矢、中牟田俊男、千葉和臣）、JAYWALK、鈴木聖美ら。
2001年から2009年まで
かまやつひろし、佐川満男、道上洋三、上田正樹、有森裕子、中島啓江、笠木透と雑花塾、村﨑修二、上條恒彦、浜村淳、趙博らが登場した。

## ディスコグラフィ
| 発売日         | タイトル | レーベル                 | 規格 | 規格品番      | 備考               |
| -------------- | --- | ------------------------ | ---- | ------------- | ------------------ |
| 1973年         | 京都・祇園・宵々山・顔見世コンサート - 第一回 1973年7月15日 A面 1. ザ・ナターシャー・セブン/デキシー・ブレイク・ダウン 2. ザ・ナターシャー・セブン/ナイト・ウォーク 3. 高石ともや/私の子供達へ 4. ザ・ナターシャー・セブン/グリーン・スリーブス 5. 高石ともやとザ・ナターシャー・セブン/近江の子守唄 6. 高石ともやとザ・ナターシャー・セブン/明日になればね B面 1. 諸口あきら/話 2. 諸口あきら/流れ者小唄 3. 諸口あきら/リターン・トゥ・パラダイス 4. ドン佐野/インディアン・ブギ 5. 木田高介・高石ともやとザ・ナターシャー・セブン/30秒のテーマ 6. 木田高介・高石ともや/ユニオン・ストリップ 7. 高石としこ・高石ともや/別れの恋唄 その1 C面 1. 永六輔・高石ともや/たづるさん 2. 永六輔/話 3. 永六輔・高石ともや/こんにちは赤ちゃん 4. 永六輔・高石ともや/さのさ 5. 木田高介/火入れ式 D面 1. 小坂一也・高石ともや/ワゴン・マスター 2. 小坂一也/悲しきディスク・ジョッキー 3. 小坂一也・高石ともや/テイク・ミー・ホーム・カントリー・ロード 4. 高石としこ・高石ともや・ザ・ナターシャー・セブン/ホッチョセ節 5. 高石ともやとザ・ナターシャー・セブン/ヘイ・ヘイ・ヘイ | 東芝EMI                  | LP   | ETP-60128-29  |                    |
| 2008年10月22日 | 京都・祇園・宵々山・顔見世コンサート - 第一回 1973年7月15日 A面 1. ザ・ナターシャー・セブン/デキシー・ブレイク・ダウン 2. ザ・ナターシャー・セブン/ナイト・ウォーク 3. 高石ともや/私の子供達へ 4. ザ・ナターシャー・セブン/グリーン・スリーブス 5. 高石ともやとザ・ナターシャー・セブン/近江の子守唄 6. 高石ともやとザ・ナターシャー・セブン/明日になればね B面 1. 諸口あきら/話 2. 諸口あきら/流れ者小唄 3. 諸口あきら/リターン・トゥ・パラダイス 4. ドン佐野/インディアン・ブギ 5. 木田高介・高石ともやとザ・ナターシャー・セブン/30秒のテーマ 6. 木田高介・高石ともや/ユニオン・ストリップ 7. 高石としこ・高石ともや/別れの恋唄 その1 C面 1. 永六輔・高石ともや/たづるさん 2. 永六輔/話 3. 永六輔・高石ともや/こんにちは赤ちゃん 4. 永六輔・高石ともや/さのさ 5. 木田高介/火入れ式 D面 1. 小坂一也・高石ともや/ワゴン・マスター 2. 小坂一也/悲しきディスク・ジョッキー 3. 小坂一也・高石ともや/テイク・ミー・ホーム・カントリー・ロード 4. 高石としこ・高石ともや・ザ・ナターシャー・セブン/ホッチョセ節 5. 高石ともやとザ・ナターシャー・セブン/ヘイ・ヘイ・ヘイ | ユニバーサルミュージック | CD   | TOCT-26703-04 | 紙ジャケット仕様。 |
| 2017年7月26日  | 京都・祇園・宵々山・顔見世コンサート - 第一回 1973年7月15日 A面 1. ザ・ナターシャー・セブン/デキシー・ブレイク・ダウン 2. ザ・ナターシャー・セブン/ナイト・ウォーク 3. 高石ともや/私の子供達へ 4. ザ・ナターシャー・セブン/グリーン・スリーブス 5. 高石ともやとザ・ナターシャー・セブン/近江の子守唄 6. 高石ともやとザ・ナターシャー・セブン/明日になればね B面 1. 諸口あきら/話 2. 諸口あきら/流れ者小唄 3. 諸口あきら/リターン・トゥ・パラダイス 4. ドン佐野/インディアン・ブギ 5. 木田高介・高石ともやとザ・ナターシャー・セブン/30秒のテーマ 6. 木田高介・高石ともや/ユニオン・ストリップ 7. 高石としこ・高石ともや/別れの恋唄 その1 C面 1. 永六輔・高石ともや/たづるさん 2. 永六輔/話 3. 永六輔・高石ともや/こんにちは赤ちゃん 4. 永六輔・高石ともや/さのさ 5. 木田高介/火入れ式 D面 1. 小坂一也・高石ともや/ワゴン・マスター 2. 小坂一也/悲しきディスク・ジョッキー 3. 小坂一也・高石ともや/テイク・ミー・ホーム・カントリー・ロード 4. 高石としこ・高石ともや・ザ・ナターシャー・セブン/ホッチョセ節 5. 高石ともやとザ・ナターシャー・セブン/ヘイ・ヘイ・ヘイ | ユニバーサルミュージック | CD   | UPCY-7330-31  |                    |
| 1975年         | 宵々山コンサート'74 - 第ニ回 1974年7月14日 A面 1. 木田高介・石川鷹彦・高石ともやとザ・ナターシャー・セブン/フォギー・マウンテン・ブレイク・ダウン 2. 木田高介・石川鷹彦・高石ともやとザ・ナターシャー・セブン/ケンタッキーの青い月 3. 高石としこ・高石ともや・ザ・ナターシャー・セブン/八戸小唄 4. 高石ともや/夏休み 5. 高石ともやとザ・ナターシャー・セブン/ブラック・マウンテン・ラグ 6. ドン佐野/アラバマ・ジュビリー 7. ドン佐野/世界はまわる B面 1. 諸口あきら/語り～都々逸 2. 諸口あきら/悲しみのディスクジョッキー 3. 諸口あきら/司会～話 4. 永六輔/生きているということは 5. 永六輔/話 6. 永六輔/恋はやさし野辺の花よ 7. 永六輔/話 8. 永六輔/生きるものの歌 C面 1. 永六輔・高石ともや・諸口あきら・木田高介/火入れ式 2. 小沢昭一/お父さんエレジー 3. 小沢昭一/話 4. 小沢昭一/ハーモニカ・ブルース 5. 小沢昭一/土耳古(トルコ)の話 6. 小沢昭一/土耳古(トルコ)行進曲 7. 小沢昭一/俺達おじさんには D面 1. 永六輔/司会 2. 坂庭省吾/ロバのおじさん 3. 高石ともやとザ・ナターシャー・セブン/外山節 4. 高石ともやとザ・ナターシャー・セブン/春を待つ少女 5. 高石ともやとザ・ナターシャー・セブン/十字架に帰ろう 6. 高石ともやとザ・ナターシャー・セブン/ヘイ・ヘイ・ヘイ 7. ザ・ナターシャー・セブン・石川鷹彦・木田高介・ドン佐野・諸口あきら・永六輔・小沢昭一・桂米朝/手〆・挨拶 8. 高石ともや/想い出の赤いヤッケ | 東芝EMI                  | LP   | ETP-60020-21  |                    |
| 2017年7月26日  | 宵々山コンサート'74 - 第ニ回 1974年7月14日 A面 1. 木田高介・石川鷹彦・高石ともやとザ・ナターシャー・セブン/フォギー・マウンテン・ブレイク・ダウン 2. 木田高介・石川鷹彦・高石ともやとザ・ナターシャー・セブン/ケンタッキーの青い月 3. 高石としこ・高石ともや・ザ・ナターシャー・セブン/八戸小唄 4. 高石ともや/夏休み 5. 高石ともやとザ・ナターシャー・セブン/ブラック・マウンテン・ラグ 6. ドン佐野/アラバマ・ジュビリー 7. ドン佐野/世界はまわる B面 1. 諸口あきら/語り～都々逸 2. 諸口あきら/悲しみのディスクジョッキー 3. 諸口あきら/司会～話 4. 永六輔/生きているということは 5. 永六輔/話 6. 永六輔/恋はやさし野辺の花よ 7. 永六輔/話 8. 永六輔/生きるものの歌 C面 1. 永六輔・高石ともや・諸口あきら・木田高介/火入れ式 2. 小沢昭一/お父さんエレジー 3. 小沢昭一/話 4. 小沢昭一/ハーモニカ・ブルース 5. 小沢昭一/土耳古(トルコ)の話 6. 小沢昭一/土耳古(トルコ)行進曲 7. 小沢昭一/俺達おじさんには D面 1. 永六輔/司会 2. 坂庭省吾/ロバのおじさん 3. 高石ともやとザ・ナターシャー・セブン/外山節 4. 高石ともやとザ・ナターシャー・セブン/春を待つ少女 5. 高石ともやとザ・ナターシャー・セブン/十字架に帰ろう 6. 高石ともやとザ・ナターシャー・セブン/ヘイ・ヘイ・ヘイ 7. ザ・ナターシャー・セブン・石川鷹彦・木田高介・ドン佐野・諸口あきら・永六輔・小沢昭一・桂米朝/手〆・挨拶 8. 高石ともや/想い出の赤いヤッケ | ユニバーサルミュージック | CD   | UPCY-7332-33  |                    |
| 1975年12月1日  | 宵々山コンサート'75 - 第三回 1975年7月15日 A面 1. 高石ともやとザ・ナターシャー・セブン/オープニング(デコ坊よ帰ろうよ)～宣誓 2. 高石ともやとザ・ナターシャー・セブン/私を待つ人がいる 3. 高石ともやとザ・ナターシャー・セブン/夜明けを待ちながら 4. 高石ともやとザ・ナターシャー・セブン・石川鷹彦/フレイト・トレイン 5. 高石ともやとザ・ナターシャー・セブン・石川鷹彦/花はどこへ行ったの 6. 高石ともやとザ・ナターシャー・セブン・石川鷹彦/グリーンバック・ダラー組曲 B面 1. ドン佐野/たそがれワルツ 2. ドン佐野/ミシシッピー 3. 諸口あきら/都々逸 4. 諸口あきら/コールド・コールド・ハート 5. 永六輔/話 6. 永六輔/愛の神話 7. 永六輔/話 8. 永六輔/遠くへ行きたい 9. 高石ともやとザ・ナターシャー・セブン・石川鷹彦・ドン佐野・諸口あきら・永六輔・木の実ナナ・桂米朝/火入れ式 C面 1. 木の実ナナ/ビークル 2. 木の実ナナ/カンサス・シティ 3. 木の実ナナ/紹介 4. 木の実ナナ/行かないで 5. 木の実ナナ/悲しい道 (リリー・マルレーヌ) 6. 桂米朝/出ばやしの紹介～小咄 D面 1. 高石ともやとザ・ナターシャー・セブン/フォギー・マウンテン・ブレイク・ダウン 2. 高石ともや/ベトナムの空 3. 高石ともやとザ・ナターシャー・セブン/山と川 4. 高石ともやとザ・ナターシャー・セブン/我が大地の歌 5. 高石ともやとザ・ナターシャー・セブン/話 6. 高石ともやとザ・ナターシャー・セブン/八丈太鼓ばやし 7. 高石ともやとザ・ナターシャー・セブン・石川鷹彦・ドン佐野・諸口あきら・永六輔・木の実ナナ・桂米朝/デコ坊よ帰ろうよ | 東芝EMI                  | LP   | ETP-60068-69  |                    |
| 2017年7月26日  | 宵々山コンサート'75 - 第三回 1975年7月15日 A面 1. 高石ともやとザ・ナターシャー・セブン/オープニング(デコ坊よ帰ろうよ)～宣誓 2. 高石ともやとザ・ナターシャー・セブン/私を待つ人がいる 3. 高石ともやとザ・ナターシャー・セブン/夜明けを待ちながら 4. 高石ともやとザ・ナターシャー・セブン・石川鷹彦/フレイト・トレイン 5. 高石ともやとザ・ナターシャー・セブン・石川鷹彦/花はどこへ行ったの 6. 高石ともやとザ・ナターシャー・セブン・石川鷹彦/グリーンバック・ダラー組曲 B面 1. ドン佐野/たそがれワルツ 2. ドン佐野/ミシシッピー 3. 諸口あきら/都々逸 4. 諸口あきら/コールド・コールド・ハート 5. 永六輔/話 6. 永六輔/愛の神話 7. 永六輔/話 8. 永六輔/遠くへ行きたい 9. 高石ともやとザ・ナターシャー・セブン・石川鷹彦・ドン佐野・諸口あきら・永六輔・木の実ナナ・桂米朝/火入れ式 C面 1. 木の実ナナ/ビークル 2. 木の実ナナ/カンサス・シティ 3. 木の実ナナ/紹介 4. 木の実ナナ/行かないで 5. 木の実ナナ/悲しい道 (リリー・マルレーヌ) 6. 桂米朝/出ばやしの紹介～小咄 D面 1. 高石ともやとザ・ナターシャー・セブン/フォギー・マウンテン・ブレイク・ダウン 2. 高石ともや/ベトナムの空 3. 高石ともやとザ・ナターシャー・セブン/山と川 4. 高石ともやとザ・ナターシャー・セブン/我が大地の歌 5. 高石ともやとザ・ナターシャー・セブン/話 6. 高石ともやとザ・ナターシャー・セブン/八丈太鼓ばやし 7. 高石ともやとザ・ナターシャー・セブン・石川鷹彦・ドン佐野・諸口あきら・永六輔・木の実ナナ・桂米朝/デコ坊よ帰ろうよ | ユニバーサルミュージック | CD   | UPCY-7334-35  |                    |
|                | 宵々山コンサート'76 - 第四回 1976年7月11日 ※ 未音源 |                          |      |               |                    |
| 1977年         | 宵々山コンサート'77 - 第五回 1977年7月17日 A面 1. 子供の歌～4時のニュース～客インタビュー～菊水鉾 2. 諸口あきら/出演者紹介 3. 高石ともやとザ・ナターシャー・セブン/私を待つ人がいる 4. 高石ともやとザ・ナターシャー・セブン/デイブレイク・イン・デキシー 5. 高石ともやとザ・ナターシャー・セブン/小犬のうた 6. 高石ともやとザ・ナターシャー・セブン/気分は最高さ 7. 高石ともやとザ・ナターシャー・セブン/くちづけ 8. 高石ともやとザ・ナターシャー・セブン/秋洗い唄 B面 1. 諸口あきら/ラスト・トレイン 2. 諸口あきら/新川崎音頭 3. ドン佐野/Saint Go Rock'n Roll 4. 杉田二郎/人力ヒコーキのバラード 5. 杉田二郎/題名のない愛の唄 6. 自切俳人とヒューマン・ズー/風に消えたあいつ 7. 自切俳人とヒューマン・ズー/夢 8. 自切俳人とヒューマン・ズー/男どうし 9. 自切俳人/アンコール～笑い C面 1. 客インタビュー 2. 諸口あきら/出演者紹介 3. 永六輔/コラム朗読 4. 出雲安来節御一行/安来節 5. 出雲安来節御一行/八木節 6. 永六輔/Lover Come Back To Me 7. 高石ともやと&ザ・ナターシャ・セブン/天才バカボン 8. 自切俳人とヒュー・マン・ズー/孤独のマラソン・ランナー 9. 7時のニュース 10. 高石ともやとザ・ナターシャー・セブン/私に人生と言えるものがあるなら D面 1. 永六輔/話 2. ミヤコ蝶々/キサス・キサス・キサス 3. ミヤコ蝶々/なみだの操 4. ミヤコ蝶々/雪が降る 5. ミヤコ蝶々/二人でお酒を 6. 高石ともやとザ・ナターシャー・セブン/街 7. 高石ともやとザ・ナターシャー・セブン/楽しい時は | 東芝EMI                  | LP   | ETP-60257-58  |                    |
| 1978年         | 宵々山コンサート'78 - 第六回 1978年7月16日 A面 1. 自切俳人/オープニング～出演者紹介 2. 杉田二郎/人力ヒコーキのバラード 3. 杉田二郎/あの愛の歌を今唄いたい 4. 杉田二郎/八ケ岳 5. 杉田二郎/（青春は）まるで映画のよう 6. 石川鷹彦/アンジー 7. 石川鷹彦/ホット・クロス・バン 8. ザ・ナターシャー・セブン/スティングのテーマ 9. 自切俳人とヒューマン・ズー/風に消えたあいつ 10. 自切俳人とヒューマン・ズー/宇宙戦艦ヤマト 11. 自切俳人とヒューマン・ズー/ヒューマン・ズーのテーマ B面 1. 高石ともや＆ザ・ナターシャー・セブン/夜明けを待ちながら 2. 高石ともや＆ザ・ナターシャー・セブン/気分は最高さ 3. 高石ともや＆ザ・ナターシャー・セブン/アカンソー・トラベラー 4. 高石ともや＆ザ・ナターシャー・セブン/わらのなかの七面鳥 5. 高石ともや＆ザ・ナターシャー・セブン/カンバランド・ギャップ 6. 高石ともや＆ザ・ナターシャー・セブン/ホーム・スィート・ホーム 7. 高石ともや＆ザ・ナターシャー・セブン/ローハイド 8. 高石ともや＆ザ・ナターシャー・セブン/フォギー・マウンテン・ブレイク・ダウン 9. 高石ともや＆ザ・ナターシャー・セブン/口笛吹きのジプシー 10. 高石ともや＆ザ・ナターシャー・セブン/ちいさなおまえに 11. 高石ともや＆ザ・ナターシャー・セブン/山と川 12. 高石ともや＆ザ・ナターシャー・セブン/ほっちょせ節 13. 高石ともや＆ザ・ナターシャー・セブン/おやすみ旅人よ C面 1. 高石ともや/草野球の唄 2. 諸口あきら/涙の北区 3. 諸口あきら/ひとりぼっちの夜 4. 永六輔/文化講演会 5. 永六輔/黒い花びら 6. 永六輔/火入れ式 D面 1. 谷口又士とオールドボーイオールスターズ/世界は日の出を待っている 2. 谷口又士とオールドボーイオールスターズ/ロンサム・ブルース 3. 谷口又士とオールドボーイオールスターズ/黒い瞳 4. 谷口又士とオールドボーイオールスターズ/ブギー・ブルース 5. 坂本九・谷口又士とオールドボーイオールスターズ/聖者の行進 6. 高石ともや&ザ・ナターシャー・セブン・増尾好秋/ケアレス・ラブ 7. 谷口又士とオールドボーイオールスターズ/シュッド・アイ 8. 永六輔/一本締め 9. 高石ともや＆ザ・ナターシャー・セブン/街 | 東芝EMI                  | LP   | ETP-60295-96  |                    |
| 1979年         | 宵々山コンサート'79 - 第七回 1979年7月15日 A面 1. 杉田二郎/エンドマーク 2. 杉田二郎/おまえ 3. 杉田二郎/あなただけに 4. 杉田二郎/ユメカシーラ 5. 杉田二郎/男どうし 6. ザ・ナターシャー・セブン/ナターシャーのテーマ 7. ザ・ナターシャー・セブン/オールドブラック・チューチュー 8. ザ・ナターシャー・セブン/パン売りのロバさん 9. ザ・ナターシャー・セブン/ミ・アモール・コラソン B面 1. 永六輔/夕やけ小やけ 2. 谷啓・安田伸・高石ともや＆ザ・ナターシャー・セブン/12番街のラグ 3. 谷啓・安田伸・高石ともや＆ザ・ナターシャー・セブン/ハワイアンメドレー 4. 谷啓・安田伸・高石ともや＆ザ・ナターシャー・セブン/スコットランド・ザ・ブレイブ 5. 谷啓・安田伸・高石ともや＆ザ・ナターシャー・セブン/ガンジスに陽がのぼり 6. 谷啓・安田伸・高石ともや＆ザ・ナターシャー・セブン/ビーパップ・ア・ルーラ 7. 谷啓・安田伸・高石ともや＆ザ・ナターシャー・セブン/ハーレム・ナクターン 8. 谷啓・安田伸・高石ともや＆ザ・ナターシャー・セブン/スター・ダスト C面 1. 淀川長治/お話し D面 1. 赤尾三千子/指舞 2. 高石ともや＆ザ・ナターシャー・セブン/アイリッシュ・フィドル・チューン 3. 高石ともや＆ザ・ナターシャー・セブン/バッファロー・ドリーム 4. 高石ともや＆ザ・ナターシャー・セブン/みなとのマーチ 5. 自切俳人とヒューマンズー/ハエ・ハエ・ハエ 6. 自切俳人とヒューマンズー/マイ・ソング 7. 高石ともや＆ザ・ナターシャー・セブン/ヘイヘイヘイ 8. 高石ともや＆ザ・ナターシャー・セブン/街 | 東芝EMI                  | LP   | ETP-60339-40  |                    |
| 1980年         | 宵々山コンサート'80 - 第八回 1980年7月13日 A面 1. 陸上自衛隊中央音楽隊/ファンファーレ 2. ザ・ナターシャー・セブン/オールド・ジョー・クラーク 3. ザ・ナターシャー・セブン/流れ行く雲のように 4. ザ・ナターシャー・セブン/ブルーグラス・メドレー ・ディア・オールド・デキシー ・シャキン・ザ・コーン ・ビューグル・コール・ラグ ・デビルス・ドリーム 5. ザ・ナターシャー・セブン/私の子供たちへ 6. ザ・ナターシャー・セブン/ハエの唄 7. ザ・キング・トーンズ/オンリー・ユー 8. ザ・キング・トーンズ/ライオンは寝ている B面 1. 杉田二郎/八ケ岳 2. 杉田二郎/今 3. 杉田二郎/地球のどまんなか 4. 杉田二郎/やさしさは残酷 5. 杉田二郎/Song Sung（歌い終わった歌） 6. 君原健二/お話 C面 1. 自切俳人とヒューマン・ズー/街 2. 自切俳人とヒューマン・ズー/いこまいか 3. 自切俳人とヒューマン・ズー/悲しき億万長者 4. 自切俳人とヒューマン・ズー/CMソングは唄わせるな 5. おすぎとピーコ/嘘は罪 6. 自切俳人とヒューマン・ズー/マイ・ソング D面 1. 藤舎推峰と呂悦/天宙の舞 2. 宅孝二/火祭りの踊り 3. 宅孝二/月の光 4. 宅孝二/原色的作品 5. 宅孝二/ダニー・ボーイ 6. ザ・ナターシャー・セブン/八丈太鼓囃子～祇園囃子 | 東芝EMI                  | LP   | ETP-72346-47  |                    |
| 1981年         | 宵々山コンサート'81 - 第九回 1981年7月12日 A面 1. 大津シンフォニックバンド/オープニング 2. 永六輔/宣誓 3. ザ・ナターシャー・セブン/ラグタイム・アーニー 4. ザ・ナターシャー・セブン/せめて今夜だけ 5. ザ・ナターシャー・セブン/お陽さまソング 6. ザ・ナターシャー・セブン/朝の雨 7. ザ・ナターシャー・セブン/レフト・アローン 8. ザ・ナターシャー・セブン/チャップリン・イン・ニュー・シューズ 9. ザ・ナターシャー・セブン/道づれは南風 B面 1. 三上寛/三上工務店が歩く 2. 三上寛/国嗤 3. 三上寛/なかなか 4. 北山修とヒューマン・ズー/三つの箱 5. 北山修とヒューマン・ズー/殺人事件は迷宮入り 6. ニューヤリンズ・ラスカルズ/Basin St.Blues 7. ニューヤリンズ・ラスカルズ/ダイナ 8. ニューヤリンズ・ラスカルズ/What A Friend We Have In Jesus C面 1. ニューオリンズ・ラスカルズとザ・ナターシャー・セブン/寝床を作っておくれ 2. ニューオリンズ・ラスカルズとザ・ナターシャー・セブン/私に人生と言える者があるなら 3. ニューオリンズ・ラスカルズとザ・ナターシャー・セブン/聖者の行進 4. ジョン・海山・ネプチューン/竹ブルース 5. カーター・ファミリー/Keep On The Sunny Side 6. カーター・ファミリー/Cannon-Ball Blues 7. カーター・ファミリー/Wild-Wood Flower 8. カーター・ファミリー/Waltz Kitty Waltz 9. ザ・ナターシャー・セブン/愛しい人よ D面 1. カーター・ファミリーとザ・ナターシャー・セブン/Cannon-Ball Blues 2. カーター・ファミリーとザ・ナターシャー・セブン/Wild-Wood Flower 3. カーター・ファミリーとザ・ナターシャー・セブン/Foggy-Mt. Top 4. カーター・ファミリーとザ・ナターシャー・セブン/Old Cottage Home 5. カーター・ファミリーとザ・ナターシャー・セブン/Carter's Melody 6. カーター・ファミリーとザ・ナターシャー・セブン/Will The Circle Be Unbroken 7. カーター・ファミリーとザ・ナターシャー・セブン/Sugar In The Gourd 8. カーター・ファミリーとザ・ナターシャー・セブン/Ragtime Annie 9. ザ・ナターシャー・セブン/街                                                                                     | 東芝EMI                  | LP   | ETP-72362-63  |                    |
| 2001年         | 宵々山コンサート20回記念26枚組大全集 - 宵々山コンサート1973 - 宵々山コンサート1974 - 宵々山コンサート1975 - 宵々山コンサート1977 - 宵々山コンサート1978 - 宵々山コンサート1979 - 宵々山コンサート1980 - 宵々山コンサート1981 - 宵々山コンサート1998 - 宵々山コンサート1999 - 宵々山コンサート2000 - 宵々山コンサート プライベート コレクション vol.1 - 宵々山コンサート プライベート コレクション vol.2 - 宵々山コンサート プライベート コレクション vol.3 - 宵々山コンサート 話芸 | マクランサ               | CD   | MAC-14-39     |                    |